# Eisenhüttenstadt
Eisenhüttenstadt – miasto we wschodnich Niemczech nad Odrą, w kraju związkowym Brandenburgia, w powiecie Oder-Spree. Nazwa dosłownie oznacza Miasto Huty Żelaza. Przechodzi przez nie Kanał Odra-Sprewa, łączący je drogą wodną z Berlinem.

## Gospodarka
W mieście rozwinął się przemysł spożywczy, hutniczy oraz cementowy.

## Historia

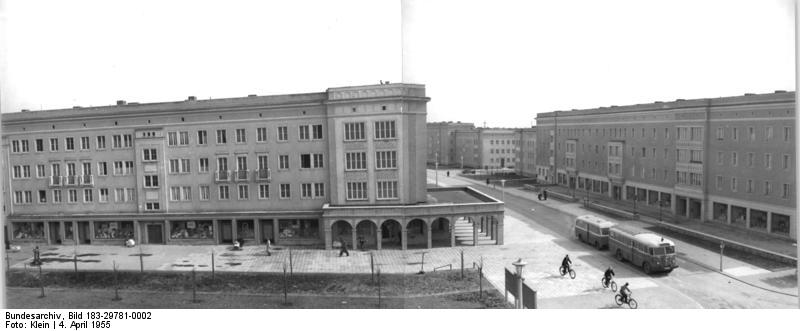
Stalinstadt w 1955

W czasach rozbicia dzielnicowego w Polsce obszar stanowił część ziemi lubuskiej. Leżał w granicach diecezji lubuskiej, po czym prawdopodobnie w ok. połowie XIII w. trafił pod administrację diecezji miśnieńskiej.
Eisenhüttenstadt (Fürstenberg) było dawniej połączone z drugim brzegiem Odry betonowym mostem. W 1945 roku broniące się i uciekające przed Armią Czerwoną (wraz z ludnością cywilną), wojska niemieckie wysadziły w powietrze połowę mostu. Obecnie druga połowa betonowego mostu w bardzo dobrym stanie (nadającym się do wykorzystania), znajduje się po stronie polskiej w miejscowości Kłopot (niem. Kloppitz), znanej jako „bociania wioska”. Mostu jednak nigdy nie odbudowano, chociaż miał służyć jako droga dostaw surowców z Katowic do niemieckiej huty.
Kilka tysięcy poległych żołnierzy atakującej Armii Czerwonej pochowanych zostało na dwóch cmentarzach radzieckich w Cybince. 
Miasto powstało w 1961 z połączenia trzech miejscowości: Fürstenberga (pol. Przybrzeg), Schönfließ (Potoczna) oraz założonego w 1950 r. Stalinstadtu (osiedla robotniczego wybudowanego – tak jak polska Nowa Huta – dla pracowników nowo wybudowanej huty żelaza).
W roku 2000 podczas prac przy wałach antypowodziowych w okolicach mostu odnaleziono szczątki niemieckiego żołnierza w pełnym umundurowaniu. Przez cały okres powojenny do lat 90. włącznie bezpośredni odcinek Odry przy zburzonym moście do Eisenhuttenstadt stanowił kluczowy element strategii obronnej PRL, dlatego w odległości trzech kilometrów, w pobliskiej miejscowości Rąpice (niem. Rampitz), ulokowano jednostkę Ludowego Wojska Polskiego. W latach 90. XX w. zlikwidowano ją, a budynki sprzedano. Dziś budynki po koszarach są od wielu lat prywatnymi domami jednorodzinnymi.
W Eisenhuettenstadt na terenie dawnych koszar funkcjonuje ośrodek recepcyjny i urząd ds. cudzoziemców, a od 1 marca 2025 został przekształcony w tzw. centrum dublińskie, czyli ośrodek przeznaczony dla osób ubiegających się o azyl, które wjechały do kraju przez inne państwa UE.

## Demografia
| Rok  | Mieszkańcy |
| ---- | ---------- |
| 1953 | 2400       |
| 1955 | 15 157     |
| 1958 | 19 629     |
| 1960 | 24 372     |
| 1961 | 32 970     |
| 1965 | 38 138     |
| 1970 | 45 410     |
| 1975 | 47 414     |
| 1980 | 48 253     |
| 1985 | 48 810     |

| Rok  | Mieszkańcy |
| ---- | ---------- |
| 1988 | 53 048     |
| 1990 | 50 216     |
| 1995 | 47 376     |
| 2000 | 41 493     |
| 2005 | 34 818     |
| 2007 | 33 091     |
| 2008 | 32 214     |
| 2009 | 31 689     |
| 2013 | 27 205     |
| 2020 | 23 373     |

Wykres zmian populacji w granicach z 2020 roku od 1875 roku:

Miasto charakteryzuje się jednym z największych spadków liczby ludności w Niemczech. Przyczyny to wysokie bezrobocie i migracje wewnętrzne.

## Transport

### Drogowy
Przez centrum miasta przebiega droga krajowa B112 rozpoczynająca się od węzła z A15 w Forst, a kończąca na skrzyżowaniu z drogą B1. W mieście z B112 krzyżuje się droga krajowa B246 relacji Neuwegersleben (B245) - Eisenhüttenstadt (B112).

### Lotniczy
W okolicach Eisenhüttenstadt położone jest lądowisko.

## Zabytki
- Ratusz
- Teatr
- Spichlerz
- Zespół zabudowy mieszkaniowej
- Szpital
- Hotel „Lunik”
- Dwa gmachy szkolne, dwa gmachy przedszkolne oraz żłobek
- inne, w tym:
  - zabytki w Fürstenbergu, w tym późnogotycki kościół św. Mikołaja i ratusz z ok. 1900 r.
  - zabytki w Schönfließ

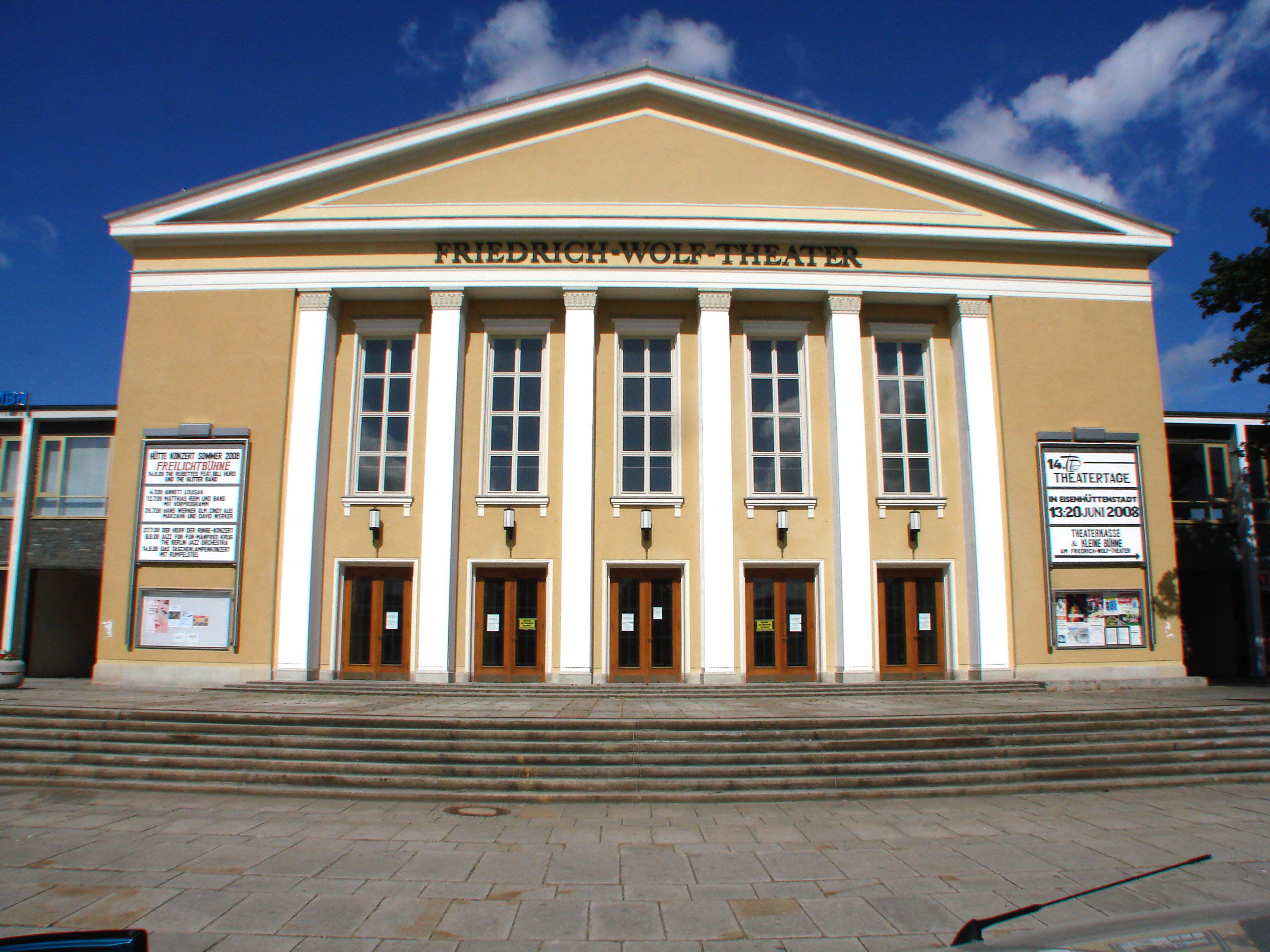
Teatr
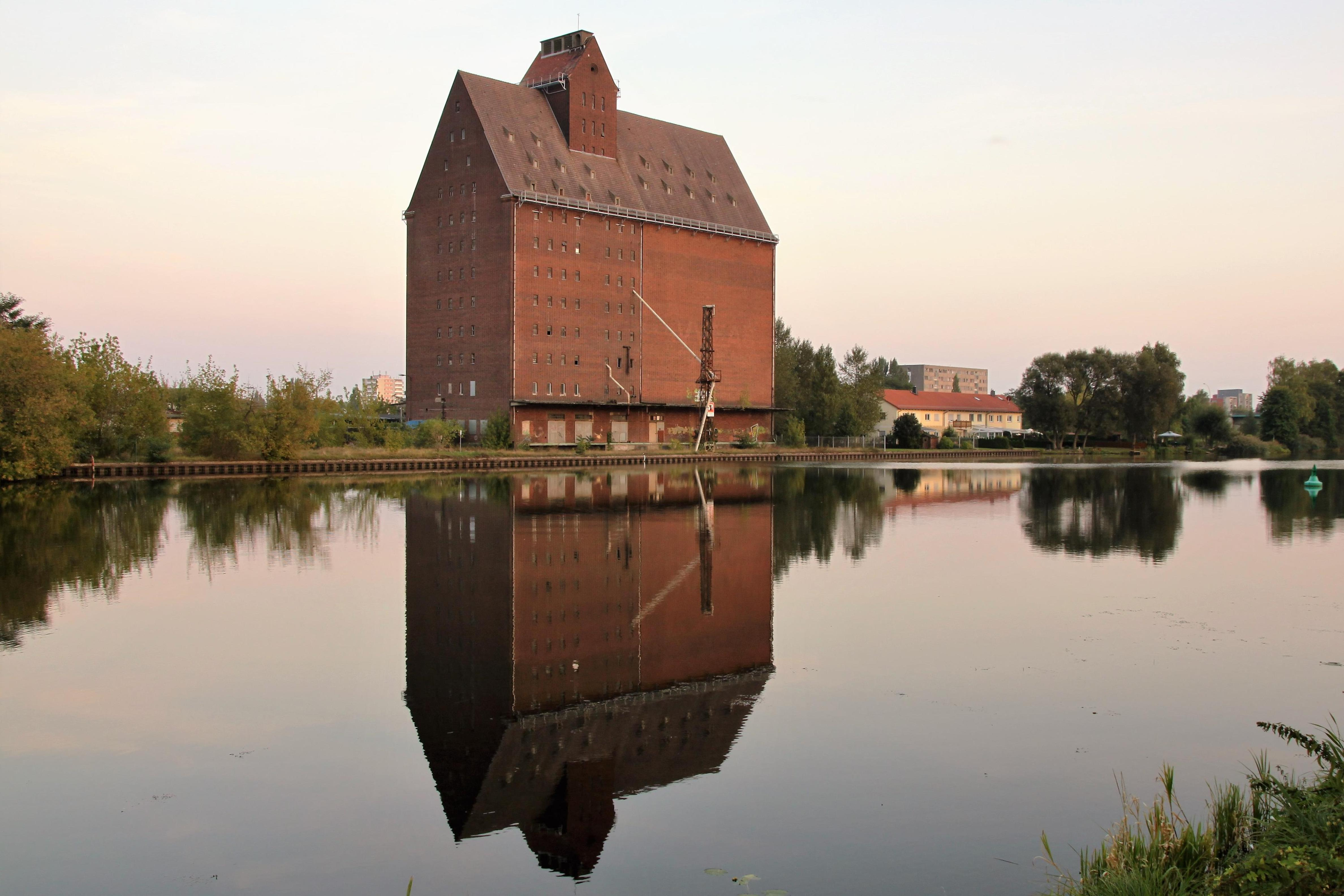
Spichlerz
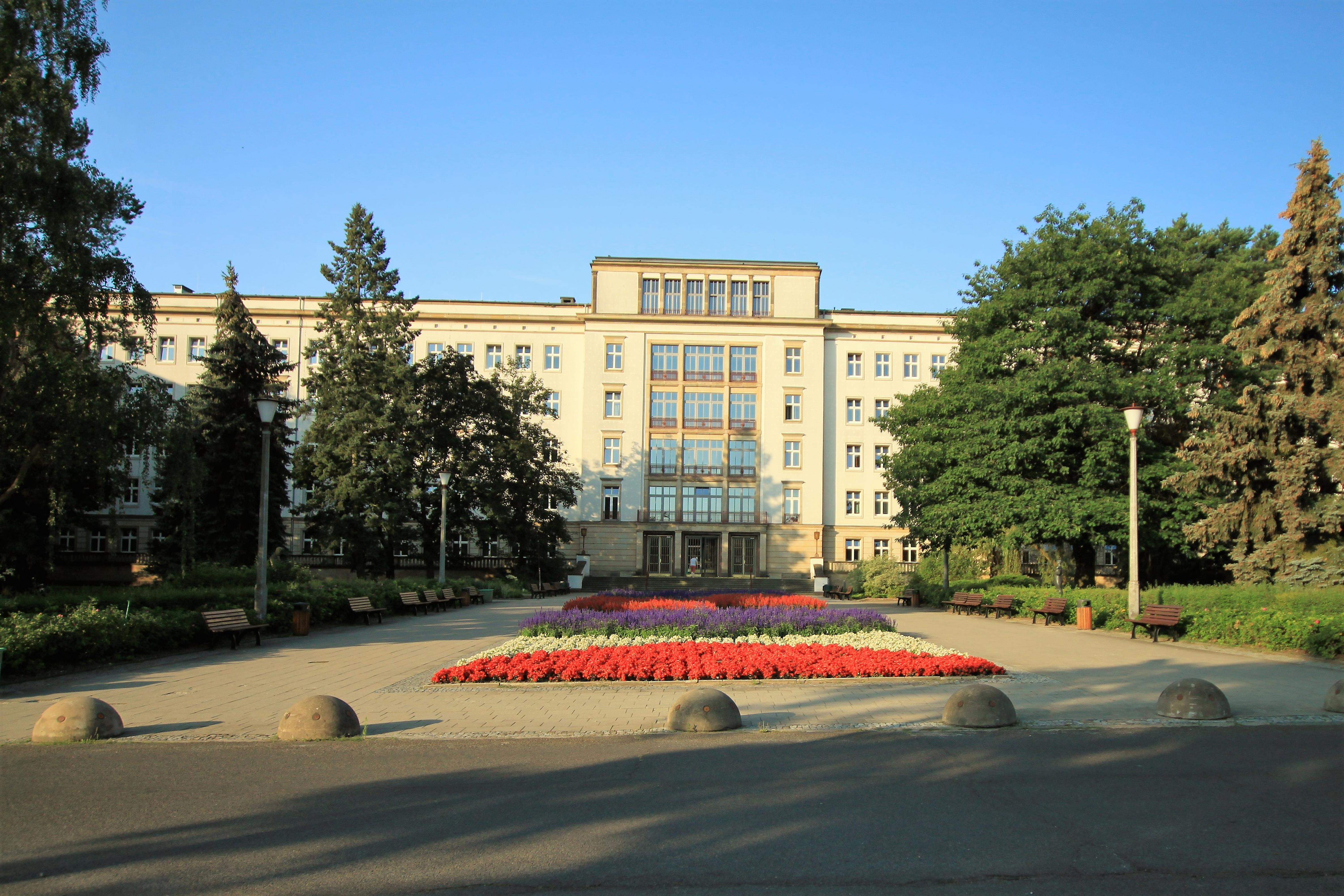
Szpital
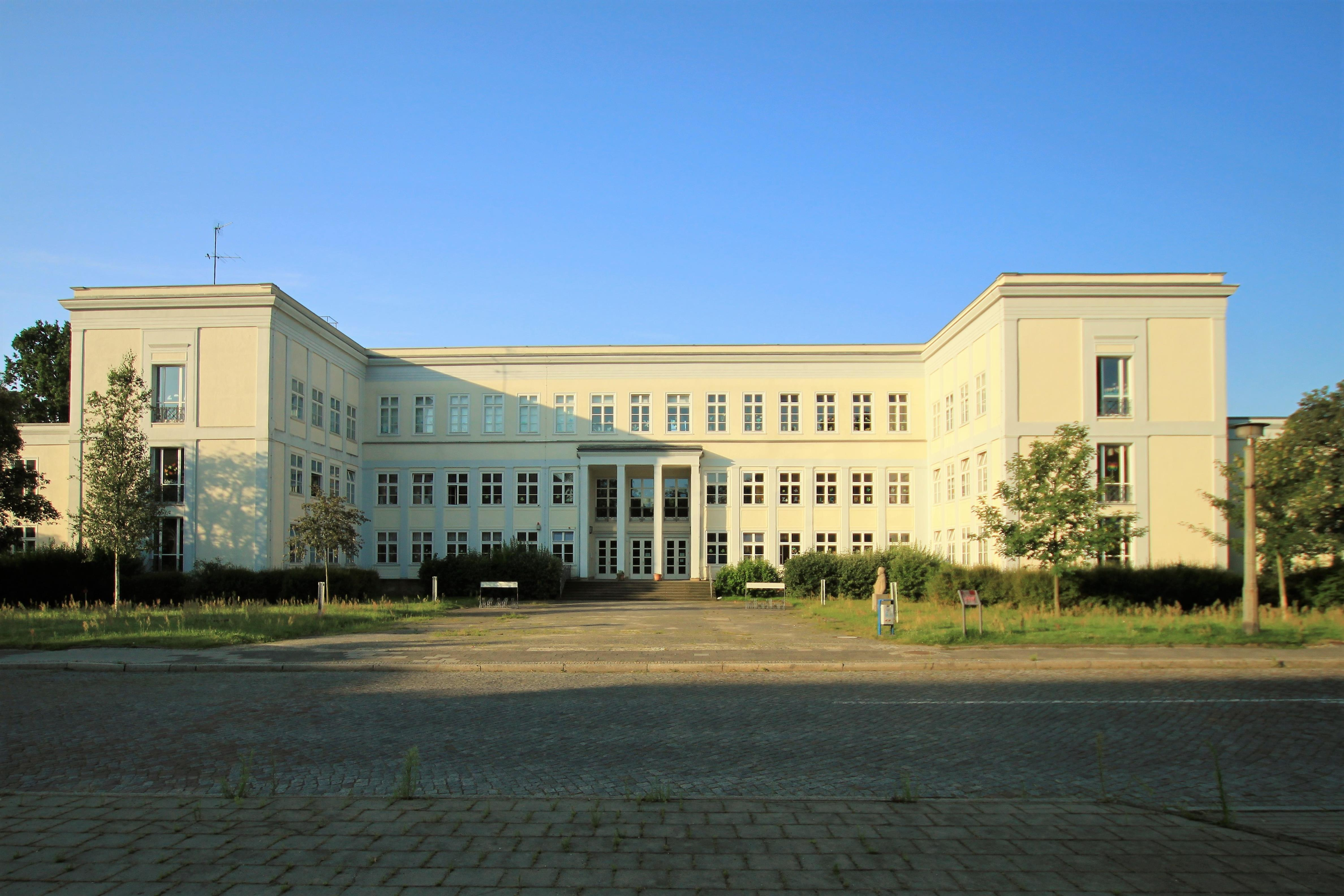
Szkoła
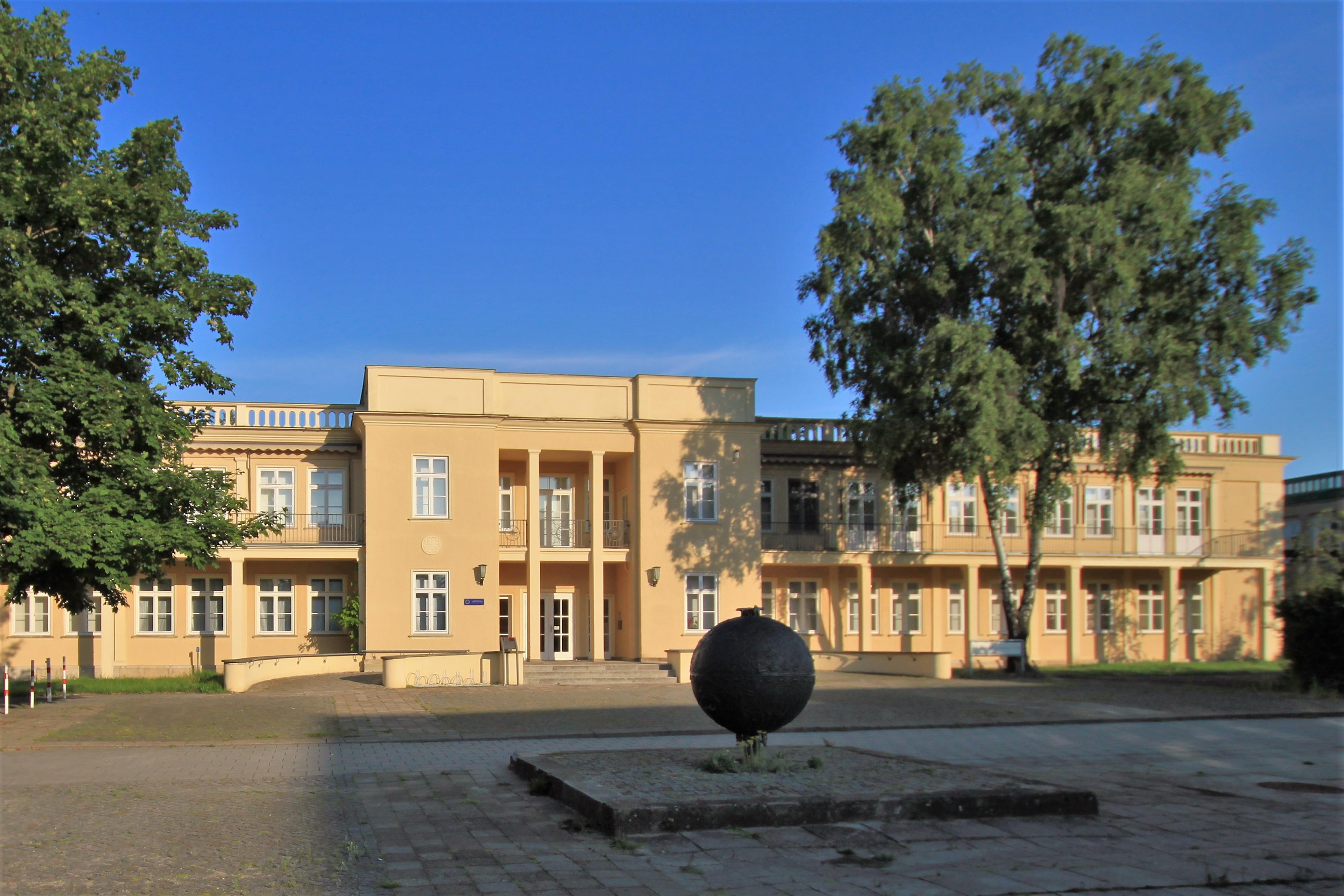
Dawne przedszkole
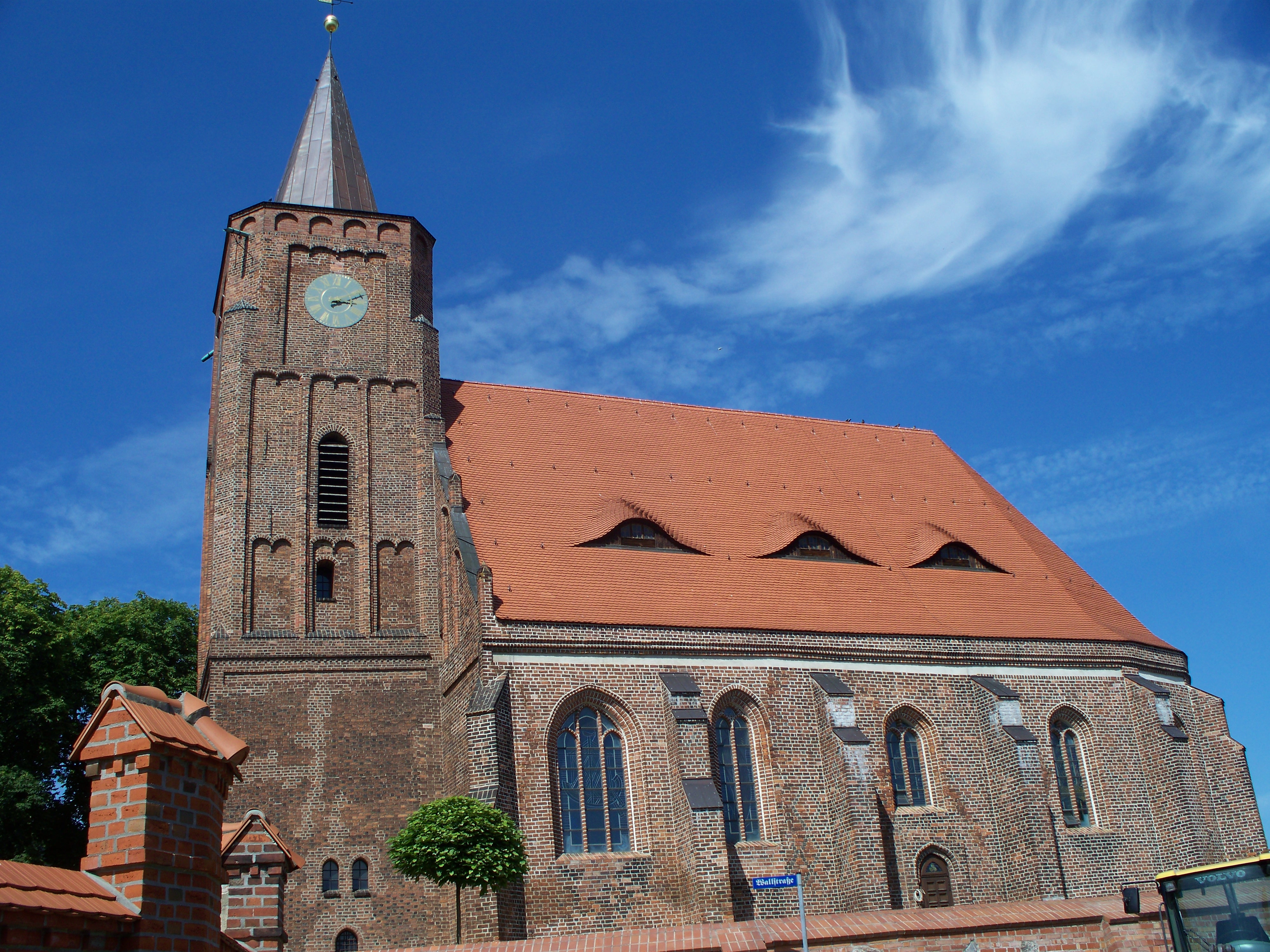
Kościół św. Mikołaja w Fürstenbergu

## Sport
Swoją siedzibę ma tu klub piłkarski FC Stahl Eisenhüttenstadt, który występuje na Stadion der Hüttenwerker.

## Burmistrzowie
- 1953–1956 Albert Wettengel
- 1956–1965 Max Richter
- 1965–1969 Siegfried Sommer
- 1969–1985 Werner Viertel
- 1985–1988 Dr. Manfred Sader
- 1988–1990 Ottokar Wundersee
- 1990–1993 Wolfgang Müller (CDU)
- 1993–2009 Rainer Werner (SPD)

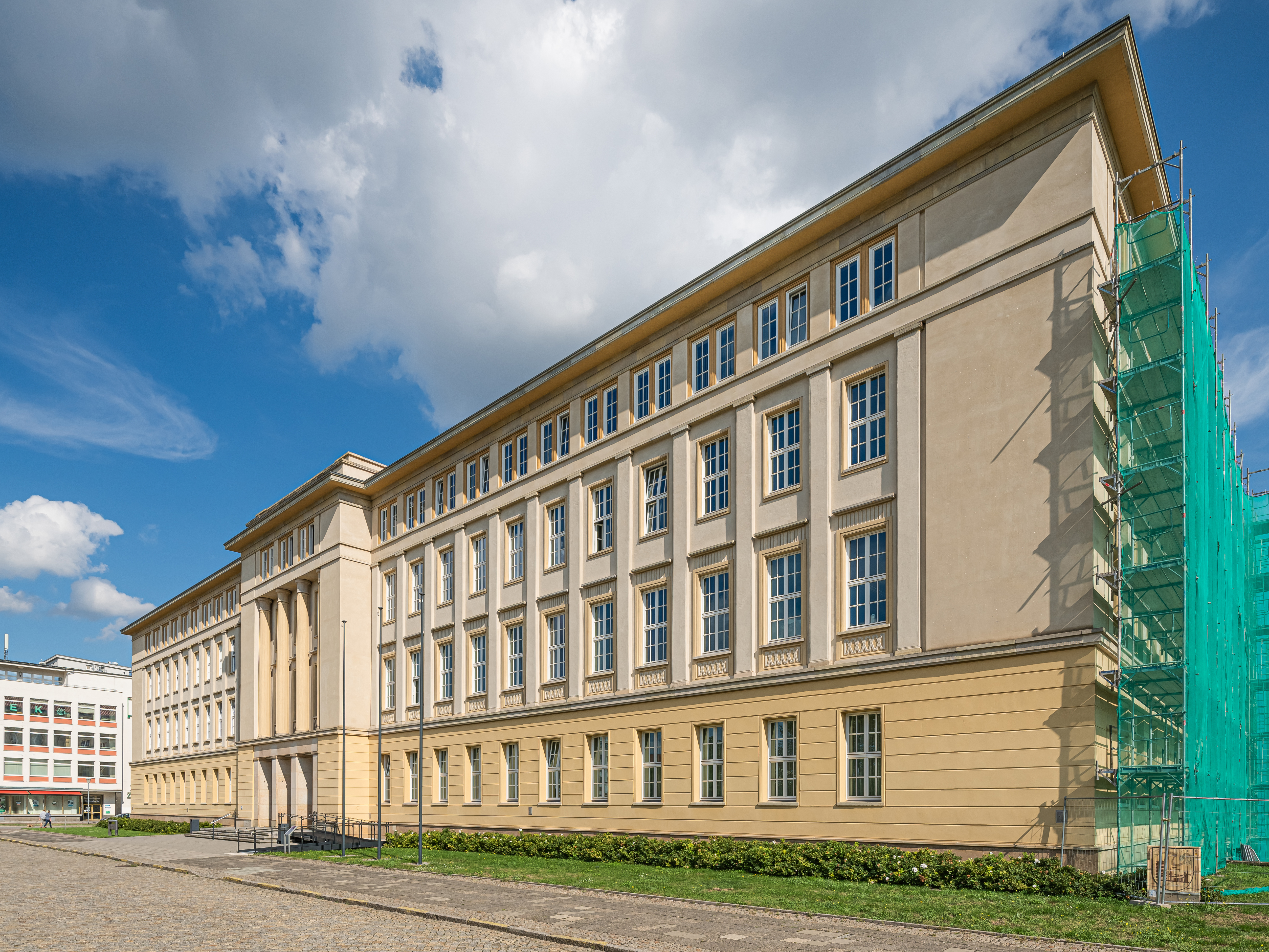
Ratusz

- 2010–2018 Dagmar Püschel (Die Linke)
- 2018 – nadal Frank Balzer (SPD)

## Współpraca międzynarodowa
- Bułgaria: Dimitrowgrad
- Francja: Drancy
- Polska: Głogów
- Saara: Saarlouis